# Alpinia chrysorachis
Alpinia chrysorachis là một loài thực vật có hoa trong họ Gừng. Loài này được K.Schum. mô tả khoa học đầu tiên năm 1904.